# Élections sénatoriales de 1876 dans la Somme
Les élections sénatoriales dans la Somme ont eu lieu le dimanche 30 janvier 1876. Elles ont eu pour but d'élire les trois sénateurs représentant le département au Sénat pour un mandat de six années.

## Présentation des candidats

### Républicains
| N° | Candidats | Candidats      | Parti   | Principales fonctions                        |
| -- | --------- | -------------- | ------- | -------------------------------------------- |
| 01 |           | Henri Labitte  | Libéral | Conseiller général d'Abbeville-Sud           |
| 02 |           | Victor Magniez | Libéral | Conseiller général de Combles, maire d'Ytres |

### Monarchistes
| N° | Candidats | Candidats                          | Parti       | Principales fonctions                              |
| -- | --------- | ---------------------------------- | ----------- | -------------------------------------------------- |
| 01 |           | Marie-Joseph Vaysse de Rainneville | Orléaniste  | Député, conseiller général de Villers-Bocage       |
| 02 |           | Charles de Dompierre d'Hornoy      | Légitimiste | Député                                             |
| 03 |           | Antoine Cauvel de Beauvillé        | Légitimiste | Député, conseiller général de Rosières-en-Santerre |

### Bonapartistes
| N° | Candidats | Candidats                   | Parti        | Principales fonctions                   |
| -- | --------- | --------------------------- | ------------ | --------------------------------------- |
| 01 |           | Auguste-Antoine de Fourment | Bonapartiste | Ancien député                           |
| 02 |           | Charles Jules Cornuau       | Bonapartiste | Ancien préfet de la Somme               |
| 03 |           | Edmond Gressier             | Bonapartiste | Ancien ministre et sénateur de l'Empire |

### Candidat constitutionnel
| N° | Candidats | Candidats      | Parti   | Principales fonctions                    |
| -- | --------- | -------------- | ------- | ---------------------------------------- |
| 01 |           | Albert Dauphin | Libéral | Président du conseil général de la Somme |

## Résultats
|             | Albert Dauphin                     | Libéral      | 562 | 60,43  |     |        |  |  |
|             | Marie-Joseph Vaysse de Rainneville | Orléaniste   | 442 | 47,53  | 552 | 59,16  |  |  |
|             | Victor Magniez                     | Libéral      | 392 | 42,15  | 422 | 45,23  |  |  |
|             | Charles de Dompierre d'Hornoy      | Légitimiste  | 325 | 34,95  | 482 | 51,66  |  |  |
|             | Henri Labitte                      | Libéral      | 275 | 29,57  | 272 | 29,15  |  |  |
|             | Antoine Cauvel de Beauvillé        | Légitimiste  | 266 | 28,60  |     |        |  |  |
|             | Auguste-Antoine de Fourment        | Bonapartiste | 190 | 20,43  |     |        |  |  |
|             | Charles Jules Cornuau              | Bonapartiste | 183 | 19,68  |     |        |  |  |
|             | Edmond Gressier                    | Bonapartiste | 79  | 8,49   |     |        |  |  |
|             |                                    |              |     |        |     |        |  |  |
| Inscrits    | Inscrits                           | Inscrits     | 936 | 100,00 | 936 | 100,00 |  |  |
| Abstentions | Abstentions                        | Abstentions  | 6   | 0,64   | 3   | 0,32   |  |  |
| Votants     | Votants                            | Votants      | 930 | 99,36  | 933 | 99,68  |  |  |

## Sénateurs élus
|  | Identité                           | Étiquette   | Groupe        |
|  | ---------------------------------- | ----------- | ------------- |
|  | Albert Dauphin                     | Libéral     | Centre gauche |
|  | Marie-Joseph Vaysse de Rainneville | Orléaniste  | Droite        |
|  | Charles de Dompierre d'Hornoy      | Légitimiste | Droite        |